# Máté Vida
Máté Vida (ur. 8 marca 1996 w Budapeszcie) – węgierski piłkarz grający na pozycji defensywnego pomocnika. Jest wychowankiem klubu Vasas SC.

## Kariera piłkarska
Swoją karierę piłkarską Vida rozpoczął w klubie Vasas SC. W 2013 roku awansował do pierwszego zespołu Vasasu. 7 września 2013 zadebiutował w nim w drugiej lidze węgierskiej w przegranym 0:4 wyjazdowym meczu z Nyíregyháza Spartacus. W sezonie 2014/2015 wywalczył z Vasasem mistrzostwo drugiej ligi i awansował z nim do pierwszej ligi.
| Sezon   | Klub     | Kraj  | Rozgrywki | Mecze | Gole |
| ------- | -------- | ----- | --------- | ----- | ---- |
| 2013/14 | Vasas SC | Węgry | NB II     | 15    | 0    |
| 2014/15 | Vasas SC | Węgry | NB II     | 22    | 1    |
| 2015/16 | Vasas SC | Węgry | NB I      | 31    | 1    |

## Kariera reprezentacyjna
W swojej karierze Vida grał w młodzieżowych reprezentacjach Węgier na różnych szczeblach wiekowych. W 2015 roku wystąpił z reprezentacją U-20 na Mistrzostwach Świata U-20, na których Węgry dotarły do 1/8 finału. W reprezentacji Węgier zadebiutował 20 maja 2016 roku w zremisowanym 0:0 towarzyskim meczu z Wybrzeżem Kości Słoniowej, rozegranym w Budapeszcie, gdy w 89. minucie zmienił Balázsa Dzsudzsáka.